# هلیکون (دهانه)
هلیکون یک دهانه برخوردی در ماه‌ است.

## دهانه‌های اقماری
این دهانه ۴ دهانه اقماری دارد.
| Helicon | عرض جغرافیایی | طول جغرافیایی | قطر         |
| ------- | ------------- | ------------- | ----------- |
| C       | ۴۰.۱° N       | ۲۶.۲° W       | ۱.۰ کیلومتر |
| B       | ۳۸.۰° N       | ۲۱.۳° W       | ۶.۰ کیلومتر |
| E       | ۴۰.۵° N       | ۲۴.۱° W       | ۳.۰ کیلومتر |
| G       | ۴۱.۷° N       | ۲۴.۹° W       | ۲.۰ کیلومتر |